# Luciano Uras
Luciano Uras (né le 6 octobre 1954 à Iglesias) est une personnalité politique italienne, membre du parti Camp progressiste depuis 2017.

## Biographie
Fonctionnaire, Luciano Uras est élu conseiller régional sarde le 19 mars 2009, puis est élu sénateur le 25 février 2013 et s'inscrit au Groupe mixte.